# (230648) Zikmund
(230648) Zikmund est un astéroïde de la ceinture principale.

## Description
(230648) Zikmund est un astéroïde de la ceinture principale. Il fut découvert le 17 septembre 2003 à l'observatoire Kleť par KLENOT. Il présente une orbite caractérisée par un demi-grand axe de 2,79 UA, une excentricité de 0,11 et une inclinaison de 3,8° par rapport à l'écliptique.

## Compléments